# The Penguin (série de televisão)
The Penguin (bra: Pinguim; prt: O Pinguim) é uma minissérie americana de ação e suspense de 2024, baseada no universo fictício do super-herói Batman, criado por Bill Finger e Bob Kane e publicado pela DC Comics. A trama principal é centrada na origem e ascensão do antagonista Pinguim, sendo uma spin-off do filme The Batman (2022), e explora as tensões e redes de intrigas do submundo criminoso de Gotham City. The Penguin foi criada por Lauren LeFranc e produzida pela DC Studios em parceria com a Warner Bros. Television e, além disso, contou com a supervisão criativa de Matt Reeves.
O ator Colin Farrell reprisa seu papel em The Batman (2022) e estrela a série, juntamente com Cristin Milioti e Rhenzy Feliz nos respectivos papéis de Sofia Falcone e Victor Aguilar. A produção da série teve início em 2021, após a contratação de LeFranc como roteirista e o anúncio de Farrell como protagonista. Em março de 2022, a produção foi negociada para exibição pela HBO Max. Craig Zobel dirigiu os três primeiros episódios da série enquanto Helen Shaver também assumiu a direção de outros episódios da primeira temporada.
The Penguin teve estreia em 19 de setembro de 2024 e foi exibida em uma temporada de oito episódios até 10 de novembro deste mesmo ano. A produção é a primeira série televisiva em live-action produzida pela DC Studios e a sexta série em live-action do universo fictício de Batman, após Gotham Knights (2023).

## Premissa
Após a morte de Carmine Falcone e a prisão de Edward Nashton, Oswald Cobblepot - mais conhecido no submundo do crime como "Pinguim" - assume cada vez mais o controle do império criminoso e obscuro deixado pela disputa entre as famílias mafiosas de Gotham City. Os planos de Pinguim são ameaçados pela recente soltura da ardilosa Sofia Falcone, que luta para herdar o império deixado por seu pai.

## Elenco e personagens

### Principal
- Colin Farrell como Oswald "Oz" Cobb / Pinguim:
Um mafioso desfigurado e antigo encarregado de negócios de Carmine Falcone que agora está lidando com sua própria ascensão no mundo criminoso de Gotham City.[12] Farrell afirmou acreditar que a série exploraria a força, estranheza e vilania do personagem, bem como "o homem ferido ali dentro", indo muito além de sua interpretação inicial em The Batman (2022).[13] Na narrativa da série, o personagem é constantemente referido como "Cobb" em alusão ao seu sobrenome "Cobblepot", uma vez que a produção considerou esta uma forma de contextualizar melhore esta versão do antagonista.[14]
- Cristin Milioti como Sofia Falcone:
Filha do falecido Carmine e uma suposta psicopata e assassina em série que passa a disputar a liderança do submundo criminoso de Gotham City com Pinguim.[15][16]
- Rhenzy Feliz como Victor "Vic" Aguilar:
Um adolescente desabrigado e em situação de rua que se torna o motorista particular de Oz.[17] Feliz afirmou que seu personagem acaba se tornando um membro informal da máfia de Oz e que eles acabam formando uma relação de "mentor e discípulo" ao longo dos primeiros três episódios da série.[17]
- Deirdre O'Connell como Francis Cobb: A mãe de Oz e portadora de demência.
- Clancy Brown como Salvatore Maroni: Um poderoso chefe mafioso de Gotham City que perde grande parte de suas operações criminosas após uma disputa histórica contra Falcone.[18]
- Carmen Ejogo como Eve Karlo: Uma prostituta local e interesse romântico de Oz.
- Michael Zegen como Alberto Falcone: Filho de Carmine e irmão de Sofia que luta contra sua dependência química.
- Berto Colón como Castillo: um dos capangas da Família Falcone e braço direito de Sofia.
- James Madio como Milos Grapa: Um consigliere da Família Falcone e guarda-costas pessoal de Carmine.
- Jayme Lawson como Bella Reál: Uma ativista social eleita como Prefeita de Gotham City através de um discurso forte em favor da limpeza ética local e do combate ao crime organizado.[19] Em entrevista durante a produção de The Batman, Lawson havia afirmado que tinha conexões pessoais com Reál por esta ser uma novata na política aprendendo a lidar com adversários manipuladores e experientes enquanto a própria atriz estava assumindo seu primeiro grande papel ao lado de outros nomes já conhecidos.[20]
- Michael Kelly como Johnny Viti: O subchefe da máfia dos Falcone que assume os negócios da família provisoriamente após a morte de Carmine.[21]
- Mark Strong como Carmine Falcone:
Um poderoso chefe mafioso de Gotham City cuja rede de relações permeou por décadas os diversos setores da vida social e política da cidade. Após sua morte pelas mãos de Nygma, o império criminoso passa a ser disputado por suas filhas Sofia e Selina Kyle e seu antigo encarregado de negócios, Oz Cobb.[22]
- Scott Cohen como Luca Falcone: Irmão de Carmine e um dos mais poderosos membros da máfia dos Falcone.

## Episódios
| N.º | Título                                                 | Dirigido por       | Escrito por                     | Lançamento             |
| --- | ------------------------------------------------------ | ------------------ | ------------------------------- | ---------------------- |
| 1 | "After Hours" "Tempo Extra" (BR)                       | Craig Zobel        | Lauren LeFranc                  | 19 de setembro de 2024 |
| Em 2022, uma semana após o assinato de Carmine Falcone e a destruição das muralhas de contenção de Gotham City, Oswald "Oz" Cobb é interceptado por Alberto Falcone, filho de Carmine e seu herdeiro na máfia. Oz recupera um cofre com itens valiosos de Falcone no Iceberg Lounge. Alberto conta a Oz seus planos de expandir ainda mais o império criminoso da família. Quando OZ expressa seu próprio desejo de se tornar um poderoso mafioso, Alberto ridiculariza seus planos, levando Oz agir impulsivamente contra ele. Oz tenta se livrar do corpo de Alberto enquanto surpreende um grupo de ladrões de rua tentando levar as calotas de seu carro. Oz espanta o grupo e poupa somente um deles, Victor Aguilar, que recruta como seu motorista particular. Oz descobre que a Família Falcone planeja assumir o controle de seu negócio. Sofia Falcone reaparece liberada de sua pena do Asilo Arkham e suspeita do envolvimento de Oz na morte de Alberto. Oz planeja fugir da cidade, mas muda de ideia após uma conversa com sua mãe, Frances. Oz visita Salvatore Maroni na Penitenciária Blackgate e oferece apoio para colocar o submundo do crime sob controle dos Maroni. Sofia captura e tortura Oz, mas é surpreendida pela recuperação repentina do corpo de Alberto, encenada por Victor para implicar a equipe de Maroni. Oz é libertado e começa a conspirar com Victor para assumir o controle da máfia dos Falcone. |                                                        |                    |                                 |                        |
| 2 | "Inside Man" "Infiltrado" (BR)                         | Craig Zobel        | Erika L. Johnson                | 29 de setembro de 2024 |
| Relutante pelas ações de Oz, Maroni mantém a parceria ao permitir que ele ajude no carregamento de um navio de Falcone. Luca, irmão de Carmine, chega na cidade para assumir os negócios da família. Enquanto isso, Francis descobre estar sofrendo de demência. Sofia sofre de estresse pós-traumático pela morte de Alberto e se torna cada vez mais insana. Sofia suborna um antigo detetive do Departamento de Polícia de Gotham City para investigar o caso e o homem sequestra Ervad, um dos capangas de Maroni. Nadia, a esposa de Maroni, encarrega Oz de resgatar Ervad antes que ele seja interrogado pelos Falcone. No funeral de Alberto, Oz encarrega Victor de forjar provas para incriminar Johnny Viti, um dos capangas de Falcone, pelo assassinato. Victor é surpreendido no momento em que forjava pistas e consegue fugir da cena. Oz elimina Ervad e incrimina Castillo, um dos capangas de Sofia. Luca executa Castillo e ordena que Sofia desista de liderar os negócios da família. Oz ordena que Victor cave uma cova para Ervad e Castillo, ameaçando matá-lo se ele falhar novamente. Sofia propõe a Oz uma parceria para acabar com a hierarquia da família Falcone para que ela possa assumir o controle. |                                                        |                    |                                 |                        |
| 3 | "Bliss" "Bliss" (BR)                                   | Craig Zobel        | Noelle Valdivia                 | 6 de outubro de 2024   |
| Em flashbacks, Victor relembra a morte de sua família quando a barreira marítima da cidade foi implodida. Sofia apresenta a Oz uma nova droga aplicada nela e em outros reclusos no Asilo Arkham conhecida como "Bliss". Oz e Sofia tentam o apoio da Tríade local para vender a nova droga, mas estes negam parceria sem antes consultar Viti. Oz e Sofia ameaçam expor cenas de sexo de Viti com a esposa de Luca Falcone em troca de seu apoio na operação. Victor se sente em conflito por sua vontade de deixar Gotham City e iniciar uma nova vida com sua namorada enquanto também ambiciona crescer na máfia de Oz para se tornar poderoso. Oz descobre os planos de Victor e permite que ele deixe a cidade. Victor decide retornar ao serviço de Oz, mas ele e Sofia são atacados pelos capangas de Maroni. Victor consegue intervir e resgatar Oz, mas deixam Sofia para trás. |                                                        |                    |                                 |                        |
| 4 | "Cent'Anni" "Cent'Anni" (BR)                           | Helen Shaver       | John McCutcheon                 | 13 de outubro de 2024  |
| Em flashbacks, Sofia descobre através de uma reportagem que Carmine é o suspeito de ser "o Enforcador", um assassino em série que estrangula e enforca suas vítimas. Sofia lembra que sua mãe foi encontrada morta da mesma maneira quando ela ainda era criança. Na sede de respostas, Sofia encontra o repórter em uma reunião particular. Oz alerta a Carmine e este se vinga incriminando Sofia e mantendo ela presa em Arkham. Sofia é condenada a uma pena de seis meses, mas Carmine consegue manter a filha detida por mais de uma década. Sofia é alvo de piadas constantes das demais prisioneiras e submetida a tratamento de choque pelo insano Floyd Ventris. O tratamento é interrompido quando se comprova a sanidade de Sofia, mas esta ainda em estado de perturbação assassina a colega de cela, Magpie. De volta ao tempo presente, Sofia consegue ser liberada da detenção e retorna para Gotham City. Sofia libera um gás tóxico na mansão dos Falcone e elimina todos os chefes da máfia de seu falecido pai, incluindo Luca. |                                                        |                    |                                 |                        |
| 5 | "Homecoming" "Boas-vindas" (BR)                        | Helen Shaver       | Breannah Gibson & Shaye Ogbonna | 20 de outubro de 2024  |
| Enquanto Victor se esconde com Frances em uma estação de bonde subterrânea abandonada, Oz e seus homens sequestram o filho de Maroni, Taj, e dão um ultimato aos Maronis, oferecendo-se para devolver Taj em troca do carregamento de Bliss que Nadia tirou dele. Durante o confronto, Oz, que subornou um guarda da prisão para matar Maroni e cobriu Taj com gasolina, mata Taj e Nadia ateando fogo neles. No entanto, o fogo ativa os extintores e destrói a maior parte do Bliss, enquanto Maroni sobrevive e escapa da prisão. Enquanto isso, Gia é enviada para um orfanato e Viti decide apoiar a candidatura de Sofia para liderar a família depois que eles se lembram de sua mãe, Isabella Gigante. Acompanhada por Rush, que se apaixonou por ela, Sofia renomeia a família em homenagem à mãe e conquista a lealdade dos homens de Carmine argumentando que eles também foram maltratados e negligenciados sob sua liderança. Quando Viti se opõe aos seus planos de fazer as pazes com os Maroni, Sofia o executa. Mais tarde, ela e um Maroni formam uma aliança para matar Oz. |                                                        |                    |                                 |                        |
| 6 | "Gold Summit" "Cúpula de Ouro" (BR)                    | Kevin Bray         | Nick Towne                      | 27 de outubro de 2024  |
| Oz expande seu império significativamente, reproduzindo e distribuindo Bliss clandestinamente. Sofia e os Maronis matam vários traficantes da Bliss como um aviso, levando Oz a decidir doá-la para ganhar o favor das outras gangues. Victor confronta Squid, um conhecido traficante de drogas, que pede a Victor para deixá-lo participar da operação. Sofia e Sal invadem o apartamento de Oz para encontrar algo para se vingar dele, e Sofia descobre uma foto de Eve. Enquanto isso, a condição de Francis piora ainda mais e força Oz a prometer matá-la se ela ficar gravemente doente. Oz ameaça um vereador corrupto para restaurar o poder em Crown Point e marca uma reunião com as outras gangues. Victor tenta pagar Squid, mas quando ele ameaça expor Victor e Oz, a menos que um encontro com Oz seja marcado, Victor atira nele e o mata e foge. Sofia visita Eve, inicialmente ameaçando matá-la para chegar até Oz, mas Eve revela sua localização depois que Sofia revela que Oz sabia da verdadeira identidade do Hangman. Na reunião, Oz convence as gangues a trabalharem juntas contra os Gigantes, Maroni e a elite superior. Francis e Victor dançam ao som da música depois que a energia é restaurada em Crown Point, no momento em que Sofia entra com um pé de cabra. |                                                        |                    |                                 |                        |
| 7 | "Top Hat" "Manda-Chuva" (BR)                           | Kevin Bray         | Vladimir Cvetko                 | 3 de novembro de 2024  |
| Quando criança, Oz se ressente da atenção que sua mãe dá aos seus irmãos, Jackie e Ben. Depois de uma brincadeira de esconde-esconde, Oz prende seus irmãos dentro de um túnel de esgoto transbordando, onde eles se afogam. No presente, Oz retorna ao seu apartamento e encontra Vic ferido, que revela que Sofia sequestrou Francis. Vic escapa pouco antes de Maroni chegar com seus homens; Maroni nocauteia Oz e o obriga a levá-lo para seu covil subterrâneo. Oz e seus homens armam uma emboscada, e Maroni morre de ataque cardíaco enquanto luta contra Oz. Enquanto isso, Sofia faz Rush interrogar Francis sobre as fraquezas de Oz e visita Gia depois de descobrir que ela pretende cooperar com a polícia. Desiludida após ver a dor que causou a Gia, Sofia considera aceitar o ultimato de Oz de trocar Francis por seu suprimento de Bliss, mas Rush a convence a realizar seu desejo de ver Oz sofrer. Durante a troca, Sofia envia uma bomba que destrói a base de Oz e mata todos os seus homens. Oz sobrevive e reaparece, mas é nocauteado pelo detetive que Sofia subornou para sequestrar Ervad. |                                                        |                    |                                 |                        |
| 8 | "A Great or Little Thing" "Algo Grave ou Trivial" (BR) | Jennifer Getzinger | Lauren LeFranc                  | 10 de novembro de 2024 |
| Usando terapia EMDR, Rush descobre que Francis já sabia que Oz afogou seus irmãos e tentou matá-lo, mas não conseguiu. Oz é levado até Sofia, que faz Francis confessar a verdade. Oz se recusa a admitir suas ações, mesmo quando Rush tortura Francis, fazendo com que ela o renegue antes de sofrer um derrame. Oz escapa, mata o detetive e leva Francis para o hospital. Enquanto isso, os chefes locais abandonam Oz por Sofia, que oferece uma recompensa por Oz enquanto ela se prepara para deixar Gotham. Vic faz com que os chefes sejam mortos por seus assistentes, que ajudam Oz a sequestrar Sofia. Em vez de matá-la, Oz pede que seus contatos policiais a devolvam a Arkham. Oz e Vic visitam Francis para comemorar, apenas para descobrir que ele entrou em estado vegetativo, fazendo com que Oz desmaie. Oz então mata Vic, dizendo que a família enfraquece as pessoas. Enquanto isso, Rush, que retornou a Arkham para cuidar de Sofia, entrega uma carta de sua meia-irmã, Selina Kyle. Oz leva o vegetativo Francis para uma nova suíte na cobertura, onde ele dança com Eve vestida de Francis, enquanto o Bat-Sinal brilha no céu. |                                                        |                    |                                 |                        |

## Prêmios
| Ano  | Prêmio                            | Categoria                                      | Nomeado(s) | Resultado | Ref.   |
| ---- | --------------------------------- | ---------------------------------------------- | --- | --------- | ------ |
| 2025 | American Film Institute Awards    | Top 10 melhores séries do ano                  | The Penguin | Venceu    | [ 23 ] |
| 2025 | Critics' Choice Awards            | Melhor Telefilme ou Minissérie                 | The Penguin | Indicado  | [ 24 ] |
| 2025 | Critics' Choice Awards            | Melhor Ator em Telefilme ou Minissérie         | Colin Farrell | Venceu    | [ 24 ] |
| 2025 | Critics' Choice Awards            | Melhor Atriz em Telefilme ou Minissérie        | Cristin Milioti | Venceu    | [ 24 ] |
| 2025 | Critics' Choice Awards            | Melhor Atriz secundária em filme ou minissérie | Deirdre O'Connell | Indicado  | [ 24 ] |
| 2025 | Directors Guild of America Awards | Melhor Direção – Minissérie ou Filme para TV   | Kevin Bray, Helen Shaver & Jennifer Getzinger | Indicado  | [ 25 ] |
| 2025 | Golden Globe Awards               | Melhor minissérie ou telefilme                 | The Penguin | Indicado  | [ 26 ] |
| 2025 | Golden Globe Awards               | Melhor ator em minissérie ou telefilme         | Colin Farrell | Venceu    | [ 26 ] |
| 2025 | Golden Globe Awards               | Melhor atriz em minissérie ou telefilme        | Cristin Milioti | Indicado  | [ 26 ] |
| 2025 | Screen Actors Guild Awards        | Melhor ator em minissérie ou telefilme         | Colin Farrell | Venceu    | [ 27 ] |
| 2025 | Screen Actors Guild Awards        | Melhor atriz em minissérie ou telefilme        | Cristin Milioti | Indicado  | [ 27 ] |
| 2025 | Screen Actors Guild Awards        | Melhor Elenco de Dublês numa Série             | The Penguin | Indicado  | [ 27 ] |
| 2025 | Writers Guild of America Awards   | Melhor Minissérie                              | Vladimir Cvetko, Breannah Gibson, Erika L. Johnson, Lauren LeFranc, Corina Maritescu, Megan Martin, John McCutcheon, Shaye Ogbonna, Nick Towne, Noelle Valdivia & Kira Snyder | Venceu    | [ 28 ] |